# Italian Beef

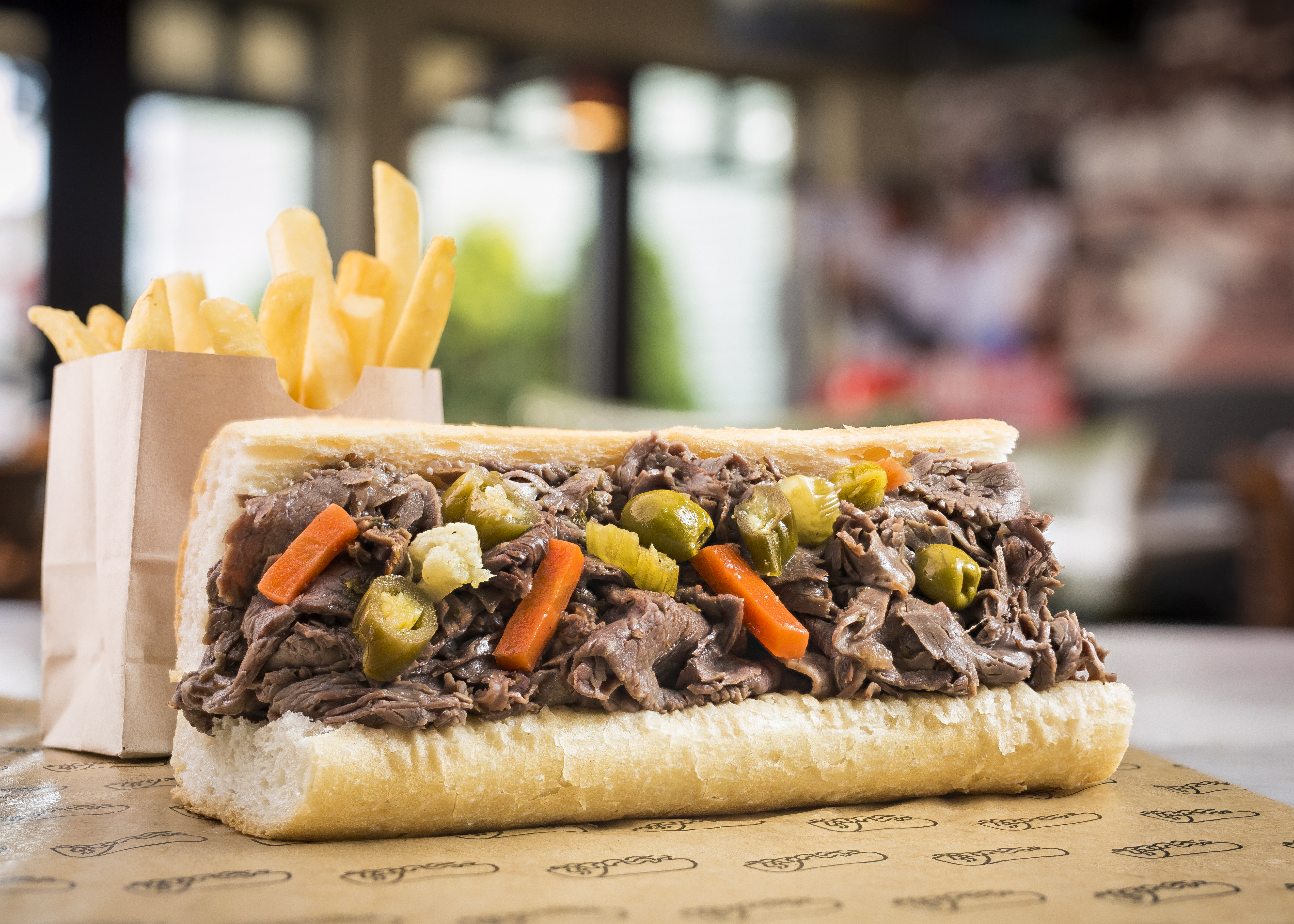
Buona Chicago's Originales Italian Beef

Ein Italian Beef ist ein Sandwich, das seinen Ursprung in Chicago hat. Es besteht aus dünn geschnittenem Roastbeef, das in Bratensaft geschmort und au jus auf französischem Brot serviert wird. Typische Toppings sind entweder würzige Giardiniera (als „hot“ bezeichnet) oder milde Paprika (als „sweet“ bezeichnet). Traditionell wird das gesamte Sandwich vor dem Servieren in den Saft, in dem das Fleisch gekocht wurde, getunkt und oft mit Pommes frites als Beilage serviert.
Das Sandwich lässt sich bis zu italienisch-amerikanischen Einwanderern in Chicago in den frühen 1930er Jahren zurückverfolgen, doch der genaue Ursprung ist unbekannt. Allmählich gewann das Sandwich an Beliebtheit und war in den 1970er und 1980er Jahren in der Stadt weit verbreitet. Einen deutlichen Anstieg der Popularität erlebte das Sandwich nach der Veröffentlichung der Fernsehserie The Bear: King of the Kitchen, die in einem fiktiven Chicagoer Restaurant spielt, das sich auf dieses Sandwich spezialisiert.

## Zubereitung
Das Sandwich wird aus Rindfleisch zubereitet, das in Rinderbrühe und anderen Gewürzen geschmort wurde. Ein Rezept von 1962 nennt Lorbeerblätter, Knoblauchpulver, Tomatenmark und zerstoßenen roten Pfeffer als Zutaten. Die Wahl des Fleischstücks variiert. Oft wird Inside Round (Oberschale) verwendet, da es einfach zuzubereiten ist, aber einige Restaurants bevorzugen Sirloin. Das Fleisch wird so lange gegart, bis es nicht mehr rosa in der Mitte ist, im Gegensatz zu einem klassischen Roastbeef-Sandwich. Nach dem Garen wird es so dünn wie möglich geschnitten, meist dünner als bei einem normalen Roastbeef-Sandwich, und anschließend in den eigenen Kochsäften eingeweicht.
Das Sandwich wird typischerweise auf französischem Brot serviert, das oft von der Turano Baking Co. gebacken wird. Es ist wichtig, dass das Brot eine knusprige Kruste hat, damit es nach dem Eintunken nicht auseinanderfällt.
Traditionell wird das Sandwich entweder „sweet“ mit gegrillten oder gekochten Paprikaschoten oder „hot“ mit würziger Giardiniera bestellt. Zunehmend beliebt ist auch das Topping mit Käse (Mozzarella, Provolone oder Cheddar). In einigen Restaurants wird zusätzlich italienische Wurst angeboten, was dann als „Combo“ bezeichnet wird. Manchmal wird auch Marinara-Sauce als Topping angeboten.
Um ein Italian Beef-Sandwich zuzubereiten, wird das Fleisch noch feucht auf das Brot gelegt, gefolgt von den gewünschten Toppings. Das fertige Sandwich wird traditionell vor dem Servieren in den Fleischsaft getunkt. Die Menge an Saft kann individuell angepasst werden, wobei Begriffe wie „dipped“, „dunked“ oder „wet“ verwendet werden, deren genaue Bedeutung jedoch je nach Restaurant variieren kann. Ein Italian Beef kann auch „dry“ bestellt werden, mit oder ohne eine Tasse Saft zum Dippen, ähnlich wie bei einem French Dip. Häufig wird das Sandwich mit Pommes frites oder manchmal auch mit italienischem Eis serviert.
Einige Restaurants bieten „Gravy Bread“ an, also Brot, das in den Fleischsaft getunkt wird, jedoch ohne Fleisch oder Toppings. Dies ist günstiger als ein vollständiges Sandwich.

## Geschichte
Der genaue Ursprung des Sandwiches ist unbekannt. Eine mögliche Herkunft ist, dass das Sandwich von italienisch-amerikanischen Einwanderern erfunden wurde, die günstige Rindfleischstücke extrem dünn schnitt, um viele Menschen zu ernähren und zähere Fleischstücke, die sie aufgrund von Diskriminierung kaufen mussten, zarter zu machen. Das Rindfleisch wurde auf Brot serviert, um die Mahlzeit zu strecken und die minderwertige Qualität des Fleisches zu kaschieren. Einige Historiker glauben, dass Pasquale Scala das Sandwich in den 1920er Jahren für Hochzeiten erfunden hat. Al's Beef behauptet, dass Tony Ferreri das Sandwich in den 1920er Jahren für Hochzeiten erfunden hat; sein Sohn Al begann 1938 mit dem Verkauf von Beef-Sandwiches. Andere glauben, dass Chicagoer Restaurants in den Jahren 1948 oder 1949 das französische Dip-Sandwich aus Los Angeles adaptierten.
Laut der Chicago Tribune war das Sandwich in den 1950er und 1960er Jahren nicht sehr beliebt, begann jedoch in den 1970er Jahren an Popularität zu gewinnen. In den 1980er Jahren war das Sandwich in Chicago allgegenwärtig, und Berühmtheiten wie Neil Diamond und Jay Leno sollen es genossen haben. Dennoch war das Sandwich außerhalb der Stadt weitgehend unbekannt, bis The Bear: King of the Kitchen 2022 veröffentlicht wurde. Restaurants in den USA berichteten in den Monaten nach der Premiere der Serie von einem Anstieg der Nachfrage nach dem Sandwich. Chris Zucchero, Eigentümer von Mr. Beef's, trat in der Pilotfolge auf, die in seinem Restaurant gedreht wurde.